# Li Guangsu
Li Guangsu (em chinês:  李广苏; nascido em julho de 1987) é um piloto de caça chinês e taikonauta do Corpo de Astronautas do Exército de Libertação Popular (PLAAC).

## Biografia
Li nasceu na cidade de Huzhai [zh], condado de Pei, Jiangsu, em julho de 1989, filho de Li Houlin (李厚林) e Xu Guilan (徐桂兰). Ele tem uma irmã mais velha e um irmão mais novo. Li Guangsu se formou na Universidade de Aviação da Força Aérea do Exército de Libertação Popular.
Ele se alistou no Exército de Libertação Popular (ELP) em setembro de 2006.
Piloto da Força Aérea do Exército de Libertação Popular, ele foi selecionado para o Corpo de Taikonautas do Exército de Libertação Popular em setembro de 2020. No dia 24 de abril de 2024, foi anunciado como membro da Shenzhou 18.